# Когурёско-танские войны
Когурёско-танские войны — серия военных конфликтов между раннекорейским государством Когурё с одной стороны и китайской империей Тан в союзе с раннекорейским государством Силла — с другой.

## Предыстория
После того, как китайская империя Суй не смогла покорить Когурё, она пала в результате восстания и на её месте образовалась империя Тан. Второй император империи Тан — Ли Шиминь, вошедший в историю под династийным именем Тай-цзун, напал на Восточно-тюркский каганат и к 630 году разгромил его, после чего приступил к завоеванию их союзника — Когурё. Формальным поводом стал переворот, произведённый министром Ён Кэсомуном. Тай-цзун получил предлог для вторжения с целью восстановления власти законного вассала Тан — когурёского вана, и наказания мятежника Кэсомуна.

## Война 645 года

### Начало похода
Тай-цзун, не без колебаний, решил, что поход против Когурё должен состояться. Провиант стали свозить в пограничные города Инчжоу (營州) и в крепость Гудажэньчэн (古大人城). Чжан Лян был поставлен во главе полевой армии для взятия Пхёньяна. Его заместители: Чан Хэ (常何) и Цзо Нань (左難). Приказано собрать 40 000 воинов и построить 500 судов для переправы через море. Ли Шицзи (李勣) возглавлял армию, направленную в Ляодун, его помощником был Ван Даоцзун (王道宗). Корпусами командовали Чжан Шигуй (張士貴), Чжан Цзян (張儉), тюрк (бывший приближённый Багадур-шада) Чжиши Сыли, телес Циби Хэли (契苾何力), будущий тюркский каган Ашина Мише, Цзян Дэбэнь (薑德本), Цюй Чжичэн (曲智盛), У Хэйта (吳黑闥). Всего 60 000 человек. Император приказал дополнительно перегнать стада быков и баранов к границе. Были заключены союзы с татабами, киданями, Пэкче и Силлой.
План Тай-цзуна состоял в разгроме полевой когурёской армии и взятии когурёской линии пограничных укреплений, открывавших путь на Пхеньян. Одновременно флот высаживал десант на западном берегу и, после взятия приморских крепостей, соединялся с ляодунской армией для штурма Пхеньяна. По китайским записям в поход отправилось 100 000 человек и 10 000 лошадей, на море действовал флот с 70 тысячами солдат и матросов. Весной 645 года армия выступила из Лояна. Император лично приветствовал каждого воина и сам был снаряжён для похода, у седла его были два колчана стрел. 

### Первые успехи
Летом Ли Шицзи с армией перешёл Ляохэ, когурёсцы приготовились к осаде, император стал продвигаться на восток. Чжан Цзянь с авангардом тюркских войск разбил корейскую армию у крепости Конансон, убил несколько тысяч человек. В мае пала крепость Гаймучэн (蓋牟城, кор. Кэмо), её взял Ли Шицзи и Дао Цзун, было захвачено 20 000 (10 тыс. по корейским данным) человек и 100 000 мешков зерна. Крепость переименовали в Гайчжоу (蓋州). Чжан Лян с моря напал на крепость Писа, но она была уязвима только с западных ворот. Чэн Минчжэнь (程名振) ночью подошёл к городу и офицер Ван Даду забрался на стену, было убито 8000 когурёсцев. Ли Шицзи продвинулся к крепости Ляодун Ёдон. Император приказал построить мосты и гати через болота у озера Ляо. Были похоронены скелеты погибших при походе времён империи Суй. 
Из крепостей Сэнсон и Кукнэсон на помощь Ляодуну вышло 40 000 конных когурёсцев. Дао Цзун был готов встретить их всего с 4000 конницы. Пехота Чжан Цзуньи была разбита когурёсцами. Дао Цзун собрал бежавших ратников, поднялся на холм и увидел, что корейцы перегруппировываются. Тогда он с несколькими тысячами быстрых всадников напал на них и убил 1 000 человек. Чжан Цзуньи он казнил и насадил его голову на копьё, так как тот бежал. 

### Осада Ёдона
Император перенёс ставку на гору Масусан и первым делом отблагодарил Дао Цзуна. Прибыв под стены Ляодуна Тай-цзун увидел, что уставшие воины носят корзины с землёй для засыпания рва. Тогда он сам слез с коня и нагрузил его корзинами стал помогать солдатам. Его примеру последовали все вельможи. Штурмы происходили днём и ночью 12 суток подряд.
В крепости стоял храм первого вана Чумона, там хранилась кольчуга (鎖甲, редкий тип доспеха в этом регионе) и копьё (銛矛 или по корейским секира) упавшие с неба во времена Янь. Когда натиск усилился, нашли красивую девушку и нарядили её в эти доспехи и дали оружие. Воины думали, что это богиня-покровительница Когурё. Шаман сказал: «Чумон радуется. Крепость выстоит!». Ли Шицзи привёз катапульты, стрелявшие на 300 шагов, и стал расстреливать город. Когурёсцы не знали, что противопоставить штурмовым орудиям. К башне подвезли таран и разбили её. Император облачился в золотистые доспехи из Пэкче (金旐鎧, скорее всего, покрытые знаменитым золотым лаком), его свита была одета в чёрные доспехи. Император встретился с Ли Шицзи. Подул южный ветер и император приказал ловкому солдату забраться на штурмовую башню и поджечь часть крепости. Вскоре крепость загорелась, погибло 10 000 жителей. Город горел, но когурёсцы всё равно бились на стенах, прикрываясь большими щитами. Танцы поражали их длинными копьями. В конце концов город был полностью разрушен, 10 000 воинов сдалось, 40 000 жителей было пленено, 500 000 мешков зерна захвачено. Остатки крепости переименовали в Ляочжоу (遼州).

### Взятие Пэкама
Вскоре танская армия с юго-запада напала на крепость Пэкам. Циби Хэли ударил по корейскому войску в поле и был ранен копьём в поясницу, но несмотря на рану вернулся в бой и разбил корейцев. Комендант Сон Дэым прислал человека к императору, чтобы договориться о тайной сдаче крепости. Император передал танский флаг, который вывесили на стене. Защитники крепости решили, что танцы уже ворвались в крепость и сложили оружие. Сон Дэым стал колебаться, да и некоторые корейцы продолжили сопротивление. Ли Шицзи (李勣) предложил отдать город на разграбление, но император приказал принять капитуляцию, а солдатам заплатить из казны. Император сам лечил своих приближённых: он высосал яд из раны Ли Сымо и прикладывал лекарства к ране Циби Хэли. Когда нашли воина ранившего Циби Хэли, тот попросил его отпустить за храбрость и честность. В плен попало 2 000 воинов и 10 000 семейств. Император помиловал всех пленников и приказал раздать им продовольствие, ткани и другие припасы. Пэкам стал округом Яньчжоу (岩州), Сон Дэым стал губернатором. Ли Шицзи захватил 700 ратников, направленных для усиления Кэмо, они выразили желание сражаться за Тан. Император запретил им, сказав, что тогда Кэсомун уничтожит их семьи. Они были отпущены домой.

### Битва при Джупилсане
Тай-цзун подошёл к крепости  Аньши (или Аньси). На военном совете полководец Ли Шицзи настоял на взятии крепости, которая считалась неприступной. Танская армия приступила к её осаде. Для деблокады Аньси с севера подошли корейские армии Ко Ёнсу и Ко Хеджина, а также 150 000 конников мохэ. Ко Ёнсу, несмотря на советника, предлагавшего перекрыть подвоз продовольствия китайцам, продвинулся вперёд на 40 ли к крепости.
Император счёл, что лучше разбить корейскую полевую армию, не дав соединиться с гарнизоном. Император отправил 1000 тюрок во главе с Ашина Шээром (второй сын Чуло-хана) спровоцировать когурёсцев. Они столкнулись с отборными мохэскими всадниками и бросились назад. Ко Ёнсу подошёл на 8 ли к крепости и встал на склоне горы. 
Удалось ослабить бдительность Ко Ёнсу сообщением о грядущих мирных переговорах. Ли Шицзи с 15 000 войском занял западный перевал, Чжансун Уцзи и Ню Цзиньда с 10 (или 11) тысячами отборной конницы спрятались в узкой долине на севере, император с 4 тысячами конницы и пехоты должен был штурмовать гору. На восходе Ко Ёнсу решил атаковать войско Ли Шицзи, император приказал подать сигнал к общему наступлению. Когурёсцы стали перестраиваться для отражения императора. Пешие копейщики Шицзи пробились сквозь ряды когурёсцев, началась гроза и корейцы запаниковали. Погибло 20 (по Самгук Саги 30) тысяч когурёсцев. Но Ко Ёнсу перешёл к обороне на склоне горы. Император приказал разрушить мосты и полностью окружить его. 
Ко Ёнсу и Ко Хеджин сдались с 36 800 воинов. 3 500 офицеров было отправлено в Китай, 30 000 солдат отпустили по домам, 3300 мохэ были казнены (по корейским сведениям, похоронены заживо за атаку на ставку императора), лошадей и быков взяли 100 000, а также 10 000 новых комплектов лат и доспехов. Ко Ёнсу и Ко Хеджин были помилованы и награждены. Жители окрестных мест испугались и боялись зажигать огонь. Пойманных разведчиков когурёсцев накормили и дали одежду на обратный путь. Император желал чтобы Кэсомун сам прибыл в его ставку, считая войну оконченной.

### Осада Аньси
Штурм Анси не принёс результатов. Ёнсу и Хеджин посоветовали напасть на крепость Оголь, где был старый и немощный комендант, тогда можно было открыть дорогу на Пхеньян. Уцзи отсоветовал, заключив, что оставлять 100 000 корейцев на севере в тылу значит рисковать императором. Анси стали осаждать, используя осадные башни с востока и камнемёты с запада. Император услышал визг свиней и крик кур в городе, он решил, что это готовят еду для воинов, которые пойдут в ночную вылазку. И действительно, ночью удалось переловить несколько сотен когурёсцев. Хотя осадные машины китайцев разрушали стены и башни, город взять не удавалось, и корейцы успевали менять солдат и офицеров на стенах и заделывать проломы. Однажды в день было по 67 стычек. Из земли и стволов деревьев китайцы построили у юго-восточной стены холм, с которого можно было наблюдать за происходящим в крепости. Холм был так велик, что когурёсцы думали, что его могли построить не менее 500 000 человек. Офицер Фу Фуай (傅伏愛) с солдатами должен был занять вершину холма. Насыпь осела и, надавив на стену крепости, обрушила её. Из пролома вышли когурёсцы и захватили насыпь, они сделали там окопы с заслонами из горящих ветвей и заняли круговую оборону. Император казнил Фу Фуая и выставил его голову. Следующие три дня китайцы безнадёжно штурмовали крепость.
Осенью (Согласно Ганму — в октябре), видя сокращение продовольствия и фуража, Тай-цзун приказал отступить от крепости и двинуться в Китай. Комендант крепости (ранг «сонджу») вышел на стену и два раза поклонился императору, тот пожаловал ему 100 кусков шёлка и похвалил его верность и стойкость. 

### Отступление
Вместе с войсками было приказано увести в Китай население округов Гайчжоу и Ляочжоу. 40 000 воинов прикрывали отступление. В Ляочжоу оставалось ещё 100 000 мешков зерна, которые пришлось бросить. Через Ляохэ было невозможно переправиться из-за топей и размытых берегов. 10 000 человек должны были мостить дорогу и делать понтон из телег. Тай-цзун лично трудился и возил фашины на своей лошади. В десятом месяце танские войска спешно пересекли реку Пальчха. Была ночь и началась снежная буря, многие замёрзли насмерть, император приказал зажечь костры вдоль дорог для обогрева.
Потери пешей армии, по уменьшенным китайским данным, составили 1-2 тысячи человек, во флоте несколько сот, и 8 000 лошадей. Корейские данные определяют потери Тан, как «огромные». Когурёсцы потеряли 40 000 человек. Танцы взяли 10 крепостей: Хёнтхо, Хвэнсан, Кэмо, Мами, Ёдон (Ляодун), Пэкам, Писа, Хёпкок, Ынсан, Хухван. 70 000 человек было переселено в Тан. 14 000 пленных когурёсцев было выкуплено императором за шёлк и ткани, они были обращены в китайских подданных. Ко Ёнсу умер от «злобы и тоски». Ко Хеджин переселился в Чанъань. В 646 году танским войскам пришлось участвовать в войне против сюеяньто и они не смогли пойти в новый поход на Когурё. Первая попытка танского Китая покорить Когурё закончилась неудачей.

## Вторжения Тан в 647—659 годах
В 647 году танские войска перешли к стратегии постепенного истощения сил Когурё, совершая короткие военные походы на пограничные территории. Первый из них был снаряжен в 647 году, второй — в 648 г. Оба похода были достаточно успешными для династии Тан, так как не преследовали целей покорения Когурё. Тай-цзун даже принял было решение о снаряжении 300-тысячной армии для отправки в Когурё в 649 году, однако в 4-м лунном месяце император скончался, завещав прекратить походы на Ляодун. Ему наследовал сын Гао-цзун, который следуя совету своего предшественника, больше не снаряжал масштабных походов в Когурё, но мысли покорить Корейский полуостров, очевидно, не оставил, тем более что у танского Китая на юге полуострова был союзник — королевство Силла.
В 654 году когурёский генерал Анго вместе с мукри напал на союзных Тан киданей и город Синчен. Буря, недостаток стрел и палы, которые пустили кидани, вынудили его отступить. Весной-летом 655 года когурёсцы отняли у Силлы 33 крепости. Силла обратилась за помощью к Гао-цзуну. Чэн Минчжэнь (程名振) пересёк реку Квидан и разбил превосходившее когурёское войско. Были сожжены городские предместья. Действия танцев в 658 году не имели значительных успехов. В 659 году был разбит корейский генерал Он Самун.
Гао-цзун находился в дружеских отношениях с Муёлем из Силла, в результате, когда последний в 654 году взошёл на трон, между Тан и Силла образовался альянс. Танские подкрепления позволили Силла выстоять против альянса Когурё и Пэкче, и в 660 году Пэкче было завоёвано Силла, после чего союзники смогли сосредоточиться на борьбе с Когурё.

## Война 661—662 годов
Войну против Когурё Танский Китай начал сразу после падения пэкческой столицы, в 661 году. Для военного похода было собрано огромное войско из 35 армий. Танскую армию возглавили Киби Хэйли, Су Динфан, Лю Байин, Чэн Минчжэнь. Часть из них во главе с полководцем Су Динфаном, успешно возглавлявшим военную кампанию в Пэкче, в 8-м лунном месяце направилась по морю к Пхеньяну. Другая двинулась к реке Амноккан (Амнок) по суше, минуя полуостров Ляодун. В это время часть когурёских войск безуспешно осаждала силласкую крепость Пукхансан. Осенью Су Динфан разбил корейскую армию на реке Пэккан, закрепился на горе Маыпсан и приступил к осаде Пхеньяна. 
Сын Кэсомуна Намсэн с несколькими десятками тысяч лучших войск перекрыл переправы на реке Амнок. Когурёсцам удавалось сдерживать китайскую армию у реки Амноккан до тех пор, пока река не покрылась льдом. По льду китайцы легко переправились и стремительно атаковали когурёсцев, которые потеряли более 30 тысяч человек убитыми. Несмотря на победу, танские войска ушли из Когурё, получив приказ императора об отзыве войск. Дело в том, что под Пхеньяном успехи китайской армии не были такими впечатляющими. Хотя танские войска смогли без особых потерь пробиться от берега Западного (Желтого) моря до Пхеньяна, осада города оказалась безуспешной. К тому же наступили холода и пошел сильный снег. Поэтому было принято решение о сворачивании военной кампании, и китайская армия вернулась обратно.
Весной 662 года Пан Сяотай был разбит Кэсомуном в долине реки Сасу. Погибло войско, Сяотай и 13 его сыновей. Зимой начались сильные холода, силласцы пытались помогать продовольствием, но в итоге Су Динфан снял осаду с Пхеньяна. Война прекратилась. Видимо в отношениях с Тан был достигнут определённый компромисс, так как принц Покнам (или Намбок) был отправлен к императору для церемоний на горе Тайшань.

## Разгром Когурё
В 666 году умер Ён Кэсомун. Пост макниджи получил старший сын Ён Намсан. Вскоре возникла вражда с младшими братьями Ён Намгоном и Ён Намсэном. Ён Намсэн закрепился в крепости Куннэсон и обратился к Тан с просьбой о помощи. Император отправил армию во главе с Циби Хэли. Осенью Пан Туншань (龐同善) разбил когурёское войско, что позволило Ён Намсэну бежать в Тан. Ён Намгон объявил себя макниджи, его дядя Ён Джонтхо начал тайные переговоры с Тан о сдаче. Зимой император призвал Ли Шицзи возглавить войска в Ляодуне, Пан Туншань и Циби Хэли были подчинены ему, для снабжения армии он напрямую мог распоряжаться всеми налогами Хэбея.
Осенью 667 года Ли Шицзи осадил крепость Синсун, считая её ключом к Когурё. Жители во главе с Сабугу связали коменданта и сдали. Крепость занял Циби Хэли. Ли Шицзи взял 16 городов. Гао Кань выдвинулся вперёд и был разбит при Кымсане. Корейцы стали преследовать его и были разбиты фланговой атакой Сюэ Жэньгуя, потеряв 50 000 человек. Китайцы соединились с войсками Ён Намсэна. Танская армия продолжила наступление и захватила крепости Намсо, Мокчо, Чханам. Го Дайфэн (郭待封) с флотом подошёл с моря к Пхеньяну, но у него вскоре возник голод из-за невозможности снабжения. Когурёсцам удалось перевести 30 000 человек на реку Амнок. Под стенами Анси когурёсцы встретили Хао Чуцзюня и напали на его армию. Несмотря на панику Чуцзюнь не прервал обеда, а пообедав, собрал лучшие силы и разбил когурёсцев.
Весной 668 года Ли Шицзи взял крепость Пуё. При штурме отличился Сюэ Жэньгуй, который прорвался в крепость с 3 000 солдат. Вскоре сдались 30 или 40 окружающих городков. Намгон отправил 50 000 войск вернуть Пуё. На реке Сольха они встретились с Шицзи и были разбиты, пало 5 000 и пленено 30 000 человек, получено оружие, быки и лошади. Ли Шицзи взял крепость Тэхэн. Осенью Ли Шицзи соединился с Циби Хэли и форсировал Амнок, выбив когурёские отряды. Вскоре пала крепость Ёги. Циби Хэли первым прибыл под стены Пхёнъяна, вскоре к нему присоединился Ли Шицзи. Корейские войска стали сдаваться и бежать. Началась осада Пхёнъяна, к которой присоединились и подоспевшие силлаские войска. Ван Поджан послал делегацию во главе Намсаном для обсуждения условий сдачи. Но Намгон решил сражаться. Намгон назначил командующим буддийского монаха Синсона (信誠), который вместе с другими офицерами согласился открыть ворота через 5 дней.
Через пять дней танская армия вступила через открытые ворота и стала жечь Пхёнъян. Намгон попытался заколоть себя, но выжил и был схвачен. Также схватили вана и других вельмож. Зимой начались приготовления к параду. Ранней весной первые пленные прибыли в Чанъань. Были помилованы и награждены: ван Поджан (поскольку был безвластен), Намсан и Синсон. Намгон был сослан в Цяньчжоу (Гуйчжоу). К империи было присоединено: пять областей, 176 городов, 667 000 (Самгук Саги: 990 000) дворов, преобразованные в 9 дудудфу (наместничество), 42 области, 100 уездов. Знатные корейцы привлекались к управлению наравне с китайцами. Пхёнъян стал столицей Аньдунского духуфу (военное наместничество), Сюэ Жэньгуй стал первым духу, ему придано 20 000 войск для умиротворения области. Вскоре он перенёс ставку в Синсон и стал давить восстание Ком Моджама в районе Пхёнъяна. Граница установилась по реке Тэдонган, юг заняли силласцы.

## Итоги и последствия
После падения Когурё его южные территории отошли к Объединённому Силла, а в северных территориях мохэсец, Да Цзожун (Тэджоён), основал новое государство Пархэ. Империя Тан после разгрома Когурё решила распространить свою власть на весь Корейский полуостров, что привело к войнам между Силла и Тан.